# Hans-Christian Hausenberg
Hans-Christian Hausenberg, né le 18 septembre 1998 à Tartu, est un athlète estonien, spécialiste des épreuves combinées.

## Biographie
En 2022, Hans-Christian Hausenberg se classe quatrième de l'heptathlon des championnats du monde en salle, à Belgrade, en portant son record personnel à 6 191 pts.

## Palmarès
| Date | Compétition                                  | Lieu      | Résultat | Épreuve          | Performance   |
| ---- | -------------------------------------------- | --------- | -------- | ---------------- | ------------- |
| 2013 | Festival olympique de la jeunesse européenne | Utrecht   | 2e       | Saut à la perche | 4,82 m        |
| 2013 | Festival olympique de la jeunesse européenne | Utrecht   | 7e       | 4×100 m          | 43 s 78       |
| 2014 | Jeux olympiques de la jeunesse               | Nanjing   | 8e       | Saut en longueur | 7,33 m        |
| 2014 | Jeux olympiques de la jeunesse               | Nanjing   | Séries   | 8×100 m          | 1 min 53 s 23 |
| 2015 | Championnats du monde jeunesse               | Cali      | 3e       | Décathlon        | 7 657 pts     |
| 2016 | Championnats du monde juniors                | Bydgoszcz | 11e      | Décathlon        | 7 370 pts     |
| 2017 | Championnats d'Europe juniors                | Grosseto  | ½ finale | 110 m haies      | 14 s 21       |
| 2017 | Championnats d'Europe juniors                | Grosseto  | 7e       | Saut en longueur | 7,78 m        |
| 2017 | Championnats d'Europe juniors                | Grosseto  | Séries   | 4×100 m          | 40 s 81       |
| 2022 | Championnats du monde en salle               | Belgrade  | 4e       | Heptathlon       | 6 191 pts     |
| 2023 | Championnats d'Europe en salle               | Istanbul  | 10e      | Heptathlon       | 4 992 pts     |

## Records
| Épreuve           | Performance   | Lieu      | Date              |
| ----------------- | ------------- | --------- | ----------------- |
| 100 m             | 10 s 68       | Pärnu     | 21 juillet 2019   |
| Saut en longueur  | 7,91 m        | Tallinn   | 9 août 2020       |
| Lancer du poids   | 14,01 m       | Pärnu     | 16 juin 2018      |
| Saut en hauteur   | 2,01 m        | Rakvere   | 26 juillet 2019   |
| 400 m             | 50 s 80       | Bydgoszcz | 19 juillet 2016   |
| 110 m haies       | 14 s 49       | Rakvere   | 27 juillet 2019   |
| Lancer du disque  | 43,39 m       | Jēkabpils | 26 mai 2019       |
| Saut à la perche  | 5,15 m        | Tallinn   | 8 août 2020       |
| Lancer du javelot | 62,65 m       | Rakvere   | 28 juin 2019      |
| 1 500 m           | 5 min 22 s 54 | Rakvere   | 18 septembre 2014 |
| Décathlon         | 6 568 points  | Rakvere   | 27 juillet 2019   |

| Épreuve          | Performance   | Lieu     | Date            |
| ---------------- | ------------- | -------- | --------------- |
| 60 m             | 6 s 82        | Tallinn  | 16 février 2019 |
| Saut en longueur | 7,96 m        | Belgrade | 18 mars 2022    |
| Lancer du poids  | 14,29 m       | Tallinn  | 18 janvier 2020 |
| Saut en hauteur  | 2,04 m        | Tallinn  | 2 février 2018  |
| 60 mètres haies  | 7 s 88        | Tartu    | 7 février 2023  |
| Saut à la perche | 5,31 m        | Tartu    | 11 mars 2022    |
| 1 000 m          | 2 min 56 s 46 | Tallinn  | 1er mars 2015   |
| Heptathlon       | 6 191 pts     | Belgrade | 19 mars 2022    |